# Cochin (Saskatchewan)
Cochin ist eines von 42 Feriendörfern (Resort Villages) in der Provinz Saskatchewan. Die Gemeinde gehört zu der Gruppe der „urban municipalities“ und verfügt, wie alle „urban municipalities“ in der Provinz, über eine eigenständige Verwaltung. Im Jahr 2016 hatte der Ort 148 Einwohner.
In Cochin befindet sich der einzige Leuchtturm der Provinz Saskatchewan. Er wurde 1988 auf dem Pirot Hill erbaut und misst 11,5 m Höhe. Der vollständig aus Holz erbaute Turm befindet sich ca. 56 m über dem Meeresniveau und ist bis heute in Betrieb.

## Lage
Cochin liegt, umgeben von der Gemeinde Meota No. 468, zwischen den beiden Seen Murray Lake und Jackfish Lake. Der Ort befindet sich im äußersten Westen der Census Division No. 16. Direkt östlich der Resort Village verläuft der Highway 4.

## Nachbarorte
| Martinson's Beach | Bayview Heights                             | Molewood     |
| Cavalier          | Kompassrose, die auf Nachbargemeinden zeigt | Hillside     |
| Day’s Beach       | Maymount Beach                              | Hartherleigh |

Direkte Nachbargemeinden von Cochin sind u. a. Delorme Beach, Bayview Heights und der Battleford Provincial Park im Norden, Molewood im Nordosten und Martinson’s Beach im Nordwesten sowie Hillside in östlicher Richtung. Im Südosten liegen Hartherleigh, Pelican Point und Sleepy Hollow, im Süden Maymount Beach. Südwestlich liegen West Chatfield Beach und Day’s Beach in unmittelbarer Nähe.

## Demografie
Im Jahr 2001 lag die Zahl der Einwohner von Cochin bei 136 Personen. Bis zum Jahr 2006 stieg sie um 52,0 % von 136 auf 208 an.
Nach der Volkszählung von 2011 lebten im Ort 122 Personen. Dies bedeutete einen Rückgang um 70,5 %. Bis zum Jahr 2016 erhöhte sich die Einwohnerzahl um 21,3 % auf 148.